# Emil Hartwich (Sportpädagoge)

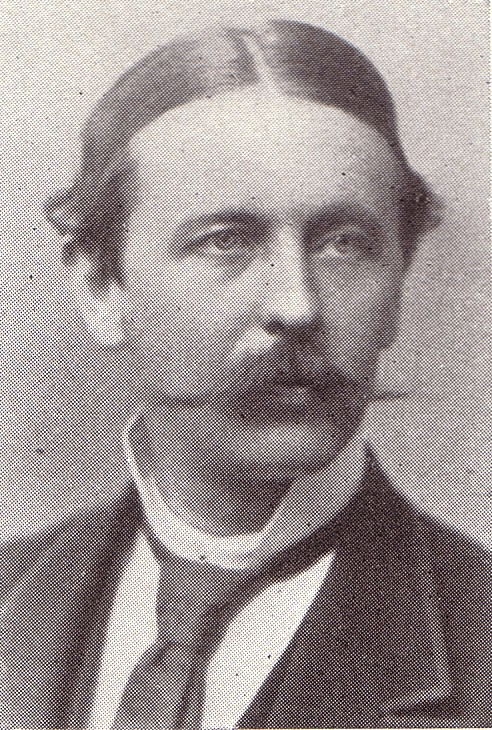
Emil Hartwich

Emil Ferdinand Hartwich (* 9. Mai 1843 in Danzig; † 1. Dezember 1886 in Berlin) war ein deutscher Jurist und Sportpädagoge.

## Leben
Geboren als Sohn des Danziger Baurats und Eisenbahningenieurs Emil Hermann Hartwich, besuchte Hartwich die Schule in Danzig, ab 1853 das humanistische Gymnasium in Berlin, ab 1856 das Friedrich-Wilhelm-Gymnasium in Köln. 1862 nahm er das Studium der Rechtswissenschaft an der Universität Heidelberg auf, wo er Mitglied des Corps Rhenania wurde. Nach Beendigung seines Studiums an der Friedrich-Wilhelms-Universität Berlin trat er 1868 als Landgerichts-Referendar in Köln in den preußischen Justizdienst. Nach Ableistung des Militärdienstes heiratete er 1870 Hero Jung (1845–1906). Sie war eine Tochter des Politikers Georg Jung, eine Enkelin auf Mutterseite des Bankiers Johann Heinrich Stein und eine Schwester der Salonnière Anna vom Rath. Das Paar bekam eine Tochter, die nach zwei Jahren verstarb, und drei Söhne. 1874 wurde er Hilfsrichter am Landgericht Düsseldorf, 1879 Amtsrichter am dortigen Amtsgericht. In seiner Freizeit betätigte er sich im Düsseldorfer Ruderverein 1880. 
Hartwich setzte sich für körperliche Ertüchtigung von Jugendlichen ein, verfasste mehrere Schriften dazu und initiierte am 6. März 1882 in der Düsseldorfer Tonhalle die Gründung des Zentralvereins für Körperpflege in Volk und Schule, nachdem er 1881 bereits den Düsseldorfer Wanderbund gegründet hatte, der bis dato existiert und 1984 mit der Eichendorff-Plakette ausgezeichnet wurde. Er gilt daher als ein wichtiger Vertreter der frühen Spielbewegung, dessen Intentionen dann jedoch für deren Repräsentanten wie dem Preußischen Abgeordneten Emil von Schenckendorff vormilitärisch genutzt wurde. Hartwich beteiligte sich ebenso aktiv am kulturellen Leben, beispielsweise spielte er mehrfach die Hauptrolle in Theaterstücken des Düsseldorfer Künstlervereins Malkasten und nahm Malunterricht bei Johann Peter Theodor Janssen. 
Wegen der Liebesbeziehung zu Elisabeth von Ardenne, die Hartwich im Januar 1879 bei einem Fest des Düsseldorfer Künstlervereins Malkasten kennengelernt und in der Folgezeit immer wieder getroffen hatte, forderte deren Gatte Armand von Ardenne Hartwich zum Pistolenduell. Es wurde am 27. November 1886 in der Berliner Hasenheide ausgetragen und endete für den Reserveoffizier Hartwich tödlich. Der Angelegenheit wohnte die Tragik einer Dreiecksgeschichte inne, weil Baron von Ardenne gleichzeitig Hartwichs Freund und Sportkamerad war, und bildete den historischen Hintergrund für Theodor Fontanes Roman Effi Briest sowie Friedrich Spielhagens Roman Zum Zeitvertreib.
In Düsseldorf-Oberkassel wurde die Hartwichstraße nach ihm benannt.

## Werke
- Woran wir leiden. Freie Betrachtung und praktische Vorschläge über unsere moderne Geistes- und Körperpflege in Volk und Schule. Düsseldorf 1881, 2. Aufl. Düsseldorf 1882 (Digitalisat).
- Reden über die vernachlässigte Ausbildung unserer Jugend. Düsseldorf 1884.